# ۲-آمینو-۴-هیدروکسی-۶-پیروفوسفوریل-متیل‌پته‌ریدین
۲-آمینو-۴-هیدروکسی-۶-پیروفوسفوریل-متیل‌پته‌ریدین (به انگلیسی: 2-Amino-4-hydroxy-6-pyrophosphoryl-methylpteridine) یک ترکیب شیمیایی با شناسه پاب‌کم ۶۶۶ است. 